# Муслимов, Валех Ализаид оглы
Валех Ализаид оглы Муслимов (азерб. Valeh Əlizaid oğlu Müslümov; 2 сентября 1968, Лерик — 14 апреля 1992, Маргушеван) — азербайджанский сотрудник ОМОНа, участник Первой карабахской войны. Национальный герой Азербайджана.

## Биография
Валех Муслимов родился 2 сентября 1968 года в городе Лерик в семье учителя. В 1975 году окончил восьмой класс школы № 2 города Лерик и поступил в профессиональный техникум № 17 города Сумгаит на специальность столяра. В 1983 году Муслимов окончил техникум, а в 1984 году стал работать в передвижном механизированном отряде строительного треста города Сумгаит.
В 1986 году Валех Муслимов был призван в ряды Советской армии. После демобилизации в 1988 году Муслимов вернулся в Сумгаит.
В августе 1991 года в связи с Карабахским конфликтом, Валех Муслимов вступил в ряды ОМОН МВД Азербайджана, принимал участие в боевых операциях в Шуше, Ходжалы, на территориях Физулинского, Товузского и Кубатлинского районов. Были случаи, когда Муслимов выносил тела убитых однополчан из зоны вооружённых столкновений.
14 апреля 1992 года во время одного из боёв в селе Ленинаван бывшего Мардакертского района НКАО Валех Муслимов получил серьёзное ранение. Несмотря на это, ему удалось вынести с поля боя 11 раненных бойцов. Однако, сам Муслимов от полученной раны скончался. На момент гибели был холост. Похоронен в Лерикском районе.
Указом исполняющего обязанности президента Азербайджанской Республики Исы Гамбарова № 831 от 6 июня 1992 года Валеху Муслимову за личное мужество и отвагу, проявленные во время защиты территориальной целостности и суверенитета Азербайджанской Республики и обеспечения безопасности мирного населения, было присвоено звание Национального героя Азербайджана (посмертно).

## Память
Школа № 2 города Лерик, в которой учился Валех Муслимов носит его имя. Именем Муслимова названа также одна из улиц города Лерик.
В 2012 году в 20-ю годовщину гибели Муслимова в школе его имени открылся памятный музей героя.